# Yidiel Contreras
Yidiel Islay Contreras Garcia, né le 27 novembre 1992 à Cuba, est un athlète cubain naturalisé espagnol, spécialiste du 110 m haies.

## Carrière
Le 22 juillet 2015, il porte son record personnel à 13 s 35 à La Roche-sur-Yon, à 2/100e du record d'Espagne.
Il vit en Espagne depuis 2012, a été naturalisé en avril 2015 et peut représenter l'Espagne depuis le 15 juin 2015.

## Palmarès
| Date | Compétition           | Lieu      | Résultat | Épreuve     | Temps   |
| ---- | --------------------- | --------- | -------- | ----------- | ------- |
| 2016 | Championnats d'Europe | Amsterdam | 7e       | 110 m haies | 13 s 54 |
| 2018 | Jeux méditerranéens   | Tarragone | 2e       | 110 m haies | 13 s 54 |

## Records
| Épreuve     | Performance | Lieu             | Date            |
| ----------- | ----------- | ---------------- | --------------- |
| 60 m haies  | 7 s 64      | Lodz             | 5 février 2016  |
| 110 m haies | 13 s 35     | La Roche-sur-Yon | 22 juillet 2015 |